# 伍惟忠
伍惟忠（1537年—1577年），字效之，號盡吾，江西吉安府安福縣人，民籍，明朝政治人物。

## 生平
隆慶四年（1570年）庚午科江西鄉試第十六名舉人，萬曆五年（1577年）中式丁丑科會試第二百八十三名，二甲第五十七名進士，同年未仕卒。
與鄒元標友好，與吏部左侍郎趙用賢等反對首輔張居正專權，遭到打壓。伍惟忠病危時，鄒元標延醫診治，後又撰文“伍公墓表”，劉元卿撰文〈進士盡吾伍先生行狀〉。

## 家族
曾祖伍希魚；祖父伍箕，甘肅行太僕寺卿；父伍仲生。母劉氏。慈侍下。